# Železniška proga Kranj–Naklo
Železniška proga Kranj–Naklo je ena izmed železniških prog, ki sestavljajo železniško omrežje v Sloveniji.
Začetna železniška postaja je Kranj, medtem ko je končna Naklo. Proga je bila sprva zgrajena leta 1908 od Kranja do Tržiča, po drugi svetovni vojni je pa zaradi preusmeritve tovornega prometa na ceste bila vse manj izrabljena. Leta 1964 je ocena stopnje smotrnosti proge padla na 15%, zato so sprejeli odločitev, da odsek od Naklega do Tržiča zaprejo. Zadnji vlak je iz Tržiča odpeljal januarja 1965, še isto leto so pa progo porušili in odstranili.
Danes ostanek proge v največji meri služi potrebam Merkurjevih skladišč, do koder se cepi več industrijskih tirov.